# Nīā Khorram
Nīā Khorram (persiska: نيا خرم) är en ort i Iran.   Den ligger i provinsen Ardabil, i den nordvästra delen av landet, 300 km nordväst om huvudstaden Teheran. Nīā Khorram ligger 1 500 meter över havet och antalet invånare är 127.
Terrängen runt Nīā Khorram är lite bergig. Runt Nīā Khorram är det ganska glesbefolkat, med 38 invånare per kvadratkilometer. Närmaste större samhälle är Khalkhāl, 17,9 km nordost om Nīā Khorram. Trakten runt Nīā Khorram består i huvudsak av gräsmarker.